# Neoitamus
Neoitamus är ett släkte av tvåvingar. Neoitamus ingår i familjen rovflugor.

## Bildgalleri

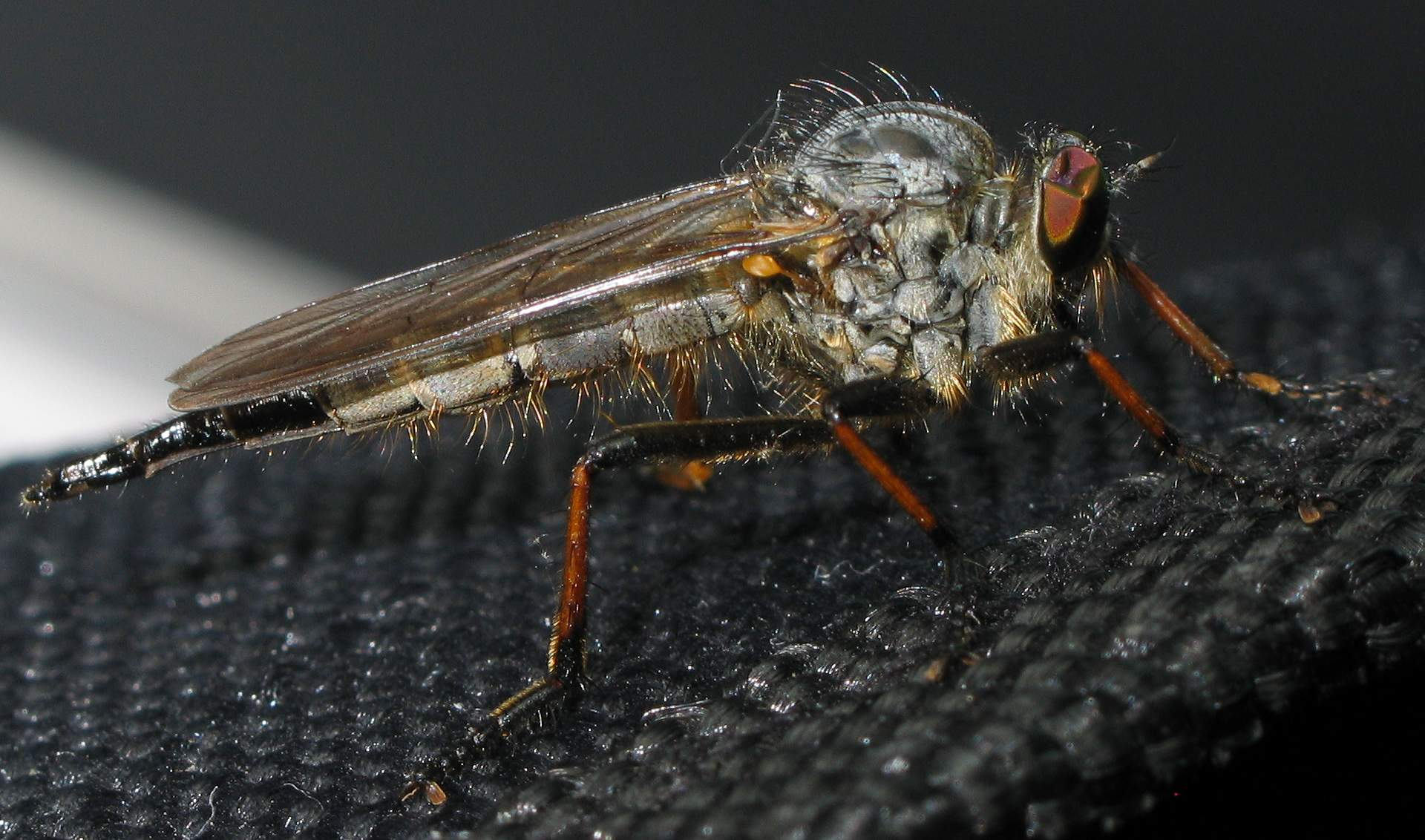
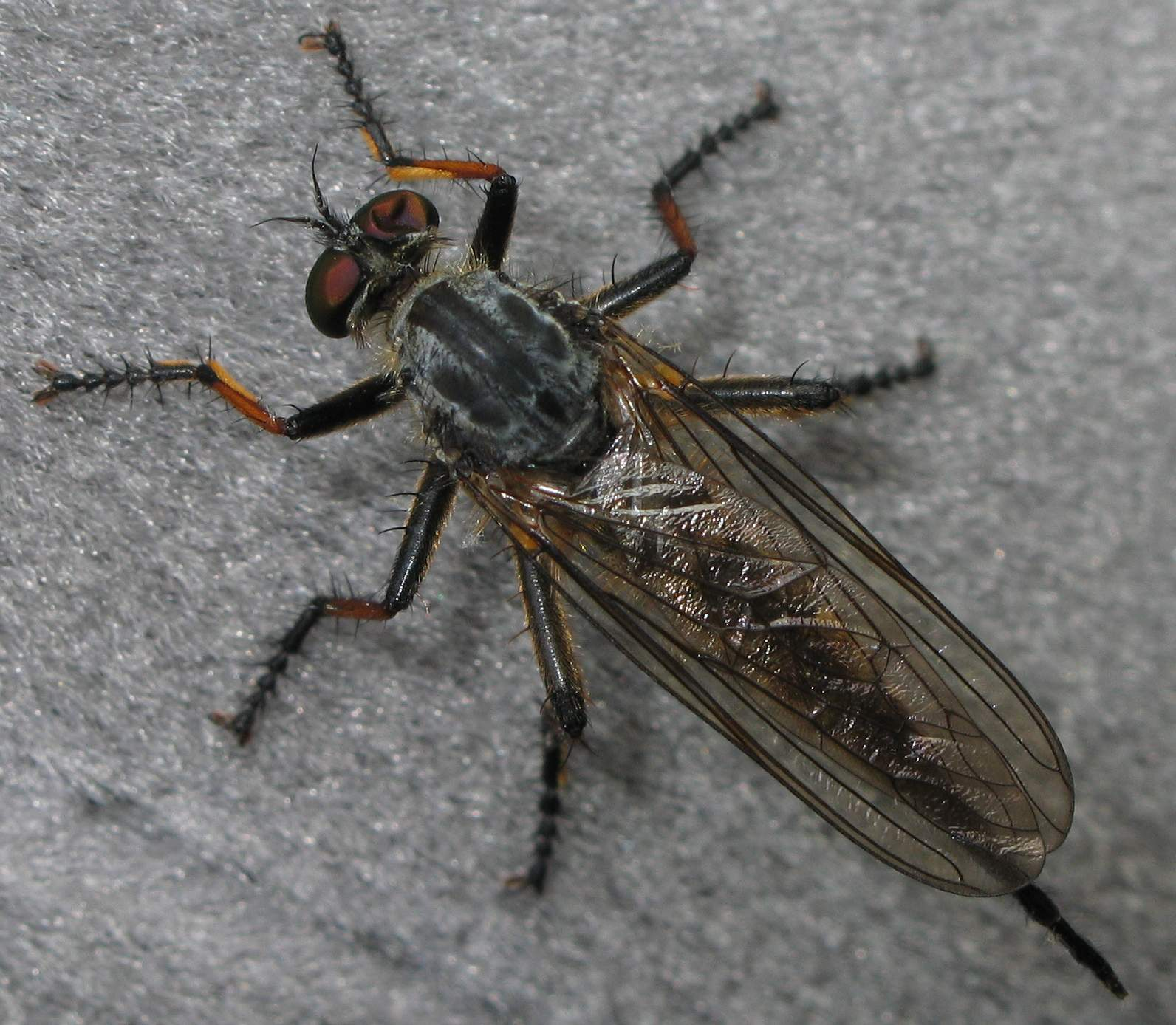
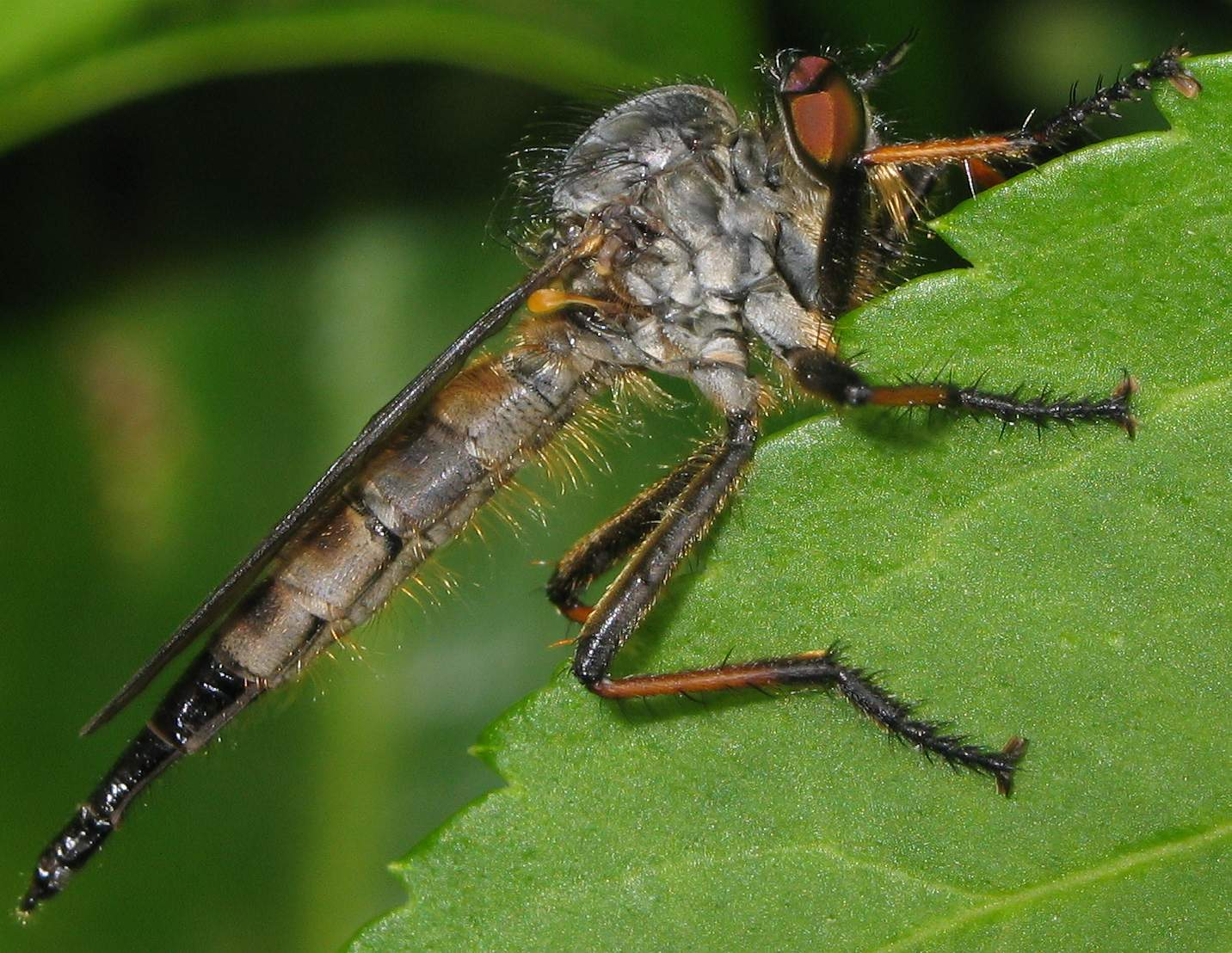
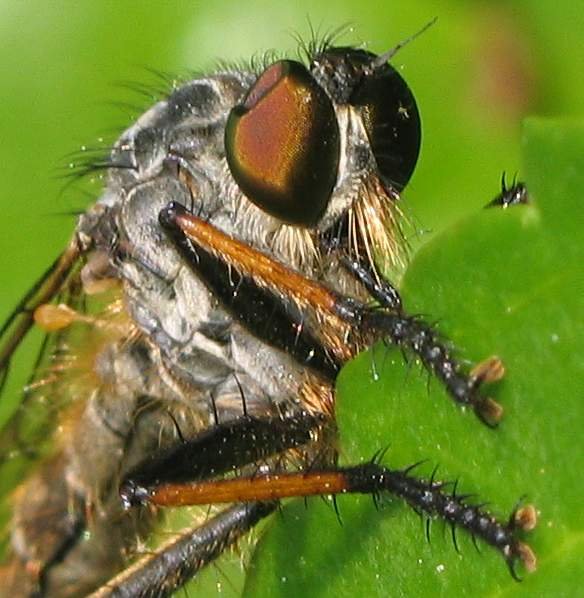
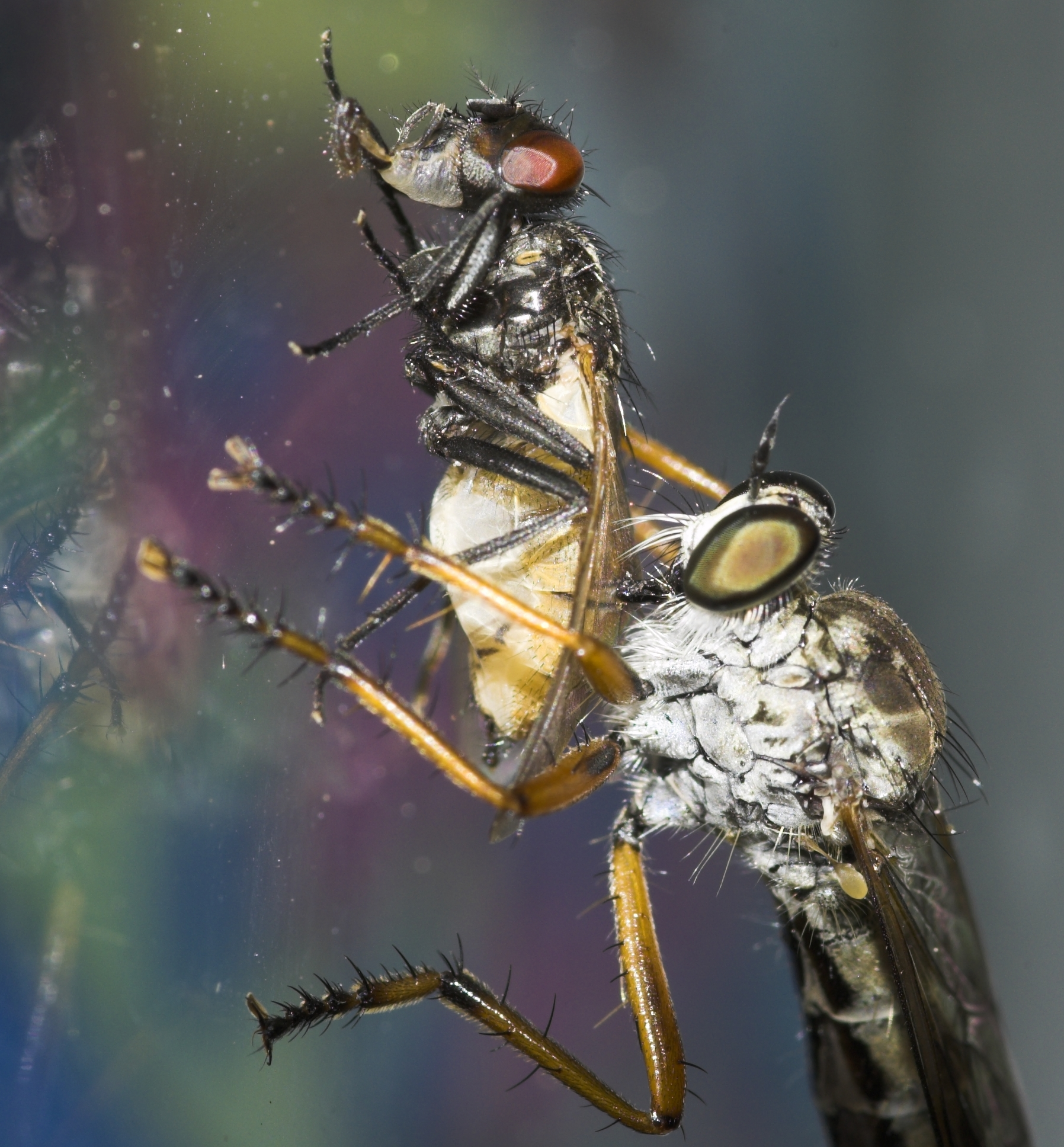
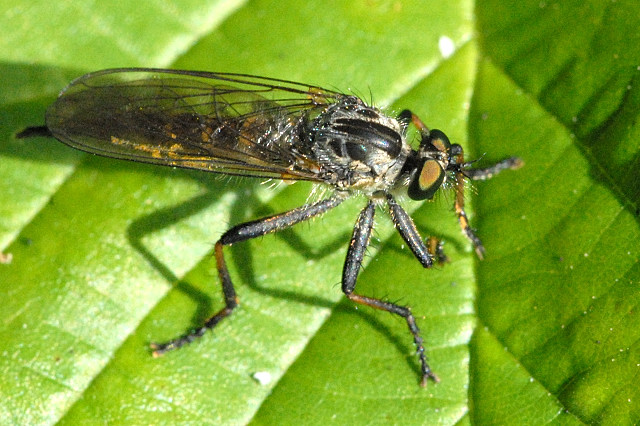

## Dottertaxa tillNeoitamus, i alfabetisk ordning[1][2]
- Neoitamus aestivus
- Neoitamus affinis
- Neoitamus angusticornis
- Neoitamus aurifer
- Neoitamus barsilensis
- Neoitamus belokobylskii
- Neoitamus brevicomus
- Neoitamus bulbus
- Neoitamus calcuttaensis
- Neoitamus castaneipennis
- Neoitamus castellanii
- Neoitamus castneipennis
- Neoitamus coquillettii
- Neoitamus cothurnatus
- Neoitamus cyaneocinctus
- Neoitamus cyanurus
- Neoitamus dasymallus
- Neoitamus dhenkundensis
- Neoitamus dolichurus
- Neoitamus fertilis
- Neoitamus fraternus
- Neoitamus grahami
- Neoitamus grandis
- Neoitamus himalayensis
- Neoitamus hyalipennis
- Neoitamus impudicus
- Neoitamus inornatus
- Neoitamus ishiharai
- Neoitamus javanensis
- Neoitamus khasiensis
- Neoitamus lascus
- Neoitamus leucopogon
- Neoitamus maculatoides
- Neoitamus melanopogon
- Neoitamus meridionalis
- Neoitamus mistipes
- Neoitamus mussooriensis
- Neoitamus navasardiani
- Neoitamus niger
- Neoitamus orphne
- Neoitamus pediformis
- Neoitamus peregrinus
- Neoitamus planiceps
- Neoitamus potanini
- Neoitamus richterievi
- Neoitamus rubripes
- Neoitamus rubrofemoratus
- Neoitamus rudis
- Neoitamus sedlaceki
- Neoitamus senectus
- Neoitamus setifemur
- Neoitamus smithii
- Neoitamus socius
- Neoitamus splendidus
- Neoitamus strigipes
- Neoitamus tabidus
- Neoitamus terminalis
- Neoitamus tibialis
- Neoitamus tipuloides
- Neoitamus tropicus
- Neoitamus tumulus
- Neoitamus univittatus
- Neoitamus walkeri
- Neoitamus veris
- Neoitamus zouhari